# بییامبیستیا
بییامبیستیا (به اسپانیایی: Villambistia) یک شهرستان در اسپانیا است که در استان بورگس واقع شده‌است.

## خصوصیات
بییامبیستیا ۱۳ کیلومترمربع مساحت و ۶۵ نفر جمعیت دارد.